# Wendlandia pubigera
Wendlandia pubigera är en måreväxtart som beskrevs av Wei Chiu Chen. Wendlandia pubigera ingår i släktet Wendlandia och familjen måreväxter. Inga underarter finns listade i Catalogue of Life.